# Lathosterol-Oxidase
Die Lathosterol-Oxidase ist das Enzym in Eukaryoten, das die Dehydrierung von Sterolen in 5-Position katalysiert. Der Reaktionsschritt ist ein Teil der Cholesterinbiosynthese. Das Transmembranprotein ist am endoplasmatischen Reticulum lokalisiert. Beim Menschen sind Mutationen am SC5DL-Gen die Ursache für die seltene Erbkrankheit Lathosterolose.

## Katalysierte Reaktion
+ O2 + NADPH/H+ ⇒  + 2 H2O + NADP+
Lathosterol wird zu 7-Dehydrocholesterin dehydriert.